# AMBIVALENT
『AMBIVALENT』（アンビヴァレント）は、日本のミュージシャン、布袋寅泰の12枚目のアルバムである。

## 解説
「AMBIVALENT＝二律背反」をコンセプトを元に、新たな世界を導き出した作品。
先行シングルがなく、全曲が新曲。「FOREST CHANT」「夢中遊泳」「狂った時計」は2006年12月24日に上海で公演された上海歌劇団の前衛舞踏『MODERN DANCE 現代舞 BREATHE THE CITY"城市呼吸"』のために書き下ろされた舞台音楽から選び出した。それまでの作品と比較して日本語タイトルの楽曲が多いのも特徴である。
ある程度筋道を立ててから作曲する従来の方法とは対照的に、本作は何も考えずにセッションしながら作曲していくという、それまでにない手法でレコーディングが進められた。本人はその制作過程を「解体しながら構築していった」と表現している。
また本作では、布袋サウンドの象徴とも言える8ビートを封印している。これにはドラマーに中村達也を起用したことが理由として挙げられる。
「これまでの僕の8ビートの曲はディズニーランドばりに仕掛けだらけだったから、そこを再現しないと曲としてノリ切れない部分があった。でも中村くんは同じ楽曲でも毎回違うフレーズを叩くプレイヤーだから、今回CDの音をライブで完全に再現することに重きを置いた作品の必要性はないと思った」と布袋は語っており、楽曲としてしっかりと纏めるよりも、むしろステージでより面白い方向に変化させていくことを意識した楽曲作りが成されている。
こういった背景もあってか、本人も「非常に風変わりなアルバム」「ポップ・ミュージックという形態を取りつつも、アバンギャルドな精神に溢れた異色作」と称している。
ツアーでもこれらのコンセプトは踏襲され、本アルバム収録曲を含めた全楽曲が同期を一切使用しない完全生演奏で体現された。アルバム及びツアーがこのような内容となったことについて布袋は「コンピュータを駆使した最近の完璧すぎる音楽にみんな飽和している部分があると思う。ライブに関しても今はクリックに始まりクリックに終わるという時間までも支配されている感があったから、そういったところから抜け出そうと思っていた。いびつだけどそれが恐ろしいまでに迫ってくるスリルや切なさといったものにもう一度ロックン・ロールを感じてほしかった」と語っている。
また、このツアーで「8ビートの封印」「バンドサウンドの極限」を体感した反動が、次作『GUITARHYTHM V』のデジタル・サウンドに大きく活きることとなる。

## 録音
メインギターとして新たにギブソン・ファイヤーバードを使用。「これまでのスタイルから外れたかったので、使ったことのないモデルを使ってみようと思った」「気負いがないというのが今回のテーマだった。（メインギターである）テレキャスターだとついガッと弾いてしまうから」と布袋は語っている。同モデルはツアーでもメインギターとして使用した。
上述の通り、本作は一部の楽曲を除きほとんどがデモテープすらない状態でセッションを始め、その音源を布袋がアレンジしていくといった手法でレコーディングは進められた。布袋によると「今回は大きく分けて中村達也たちとのセッション、オオエタツヤとのセッション、ヤマサキテツヤとのセッション、上海歌劇団の為のセッションという4つから成り立っている」とされている。
また、本作は複数人のレコーディング・エンジニアを起用しており、これもそれまでは違う世界観を志していたことが背景にある。

## リリース
2007年10月24日にEMIミュージック・ジャパン/ヴァージンよりリリースされた。
ライブDVD「HOTEI and The WANDERERS FUNKY PUNKY TOUR 2007-2008」とのダブル購入特典として、抽選で本作のセッション音源を収録したHOTEI Session CD『Original Session For "Ambivalent"』が当たるキャンペーンが行われた。収録されているのは「Peek-A-Boo session」「Wanderers session」「yesterday No More session」の3曲。 

## ツアー
本作を受けてのツアーは『HOTEI and The WANDERERS FUNKY PUNKY TOUR 2007-2008』と銘打ち、2007年10月26日の市原市市民会館を皮切りに全国31都市35公演を行っている。
ツアーメンバーはレコーディングに参加した中村達也、森岡賢、スティーヴ・エトウに加え、元JUDY AND MARYのTAKUYA、前回のツアーにも参加したJu-kenといったラインナップである。"布袋寅泰"単体名義ではなく"HOTEI and The WANDERERS"とクレジットした理由については「全員キャリアがありステージ映えするという錚々たるメンバーである」こと、またアルバムタイトルを使用せず「FUNKY PUNKY」というツアータイトルになった点についても「再現に重きを置く内容のアルバムではないし、またそういうツアーメンバーでもないから」と語っている。
セッションでアルバムのレコーディングを進めていったことから、前述の通りツアーでは「同期を一切使用しない究極のバンドサウンド」がテーマとなった。森岡賢は「ライブでコンピュータを使用しなかったのはプロになった当初以来で、自分の中ではほとんど初めての試み」「自分を含めてメンバーがその場の思いつきでやってしまったことが、次のステージからはもう定着しているということの繰り返しだった。ツアー序盤と終盤を比べると、良い意味でもうほとんど別のライブと言える」と語っている。
またスティーヴ・エトウによると、本ツアーはバンドメンバーの顔ぶれから様々なミュージシャンの間でも話題となり「ツアー前はみんな口を揃えて「あのメンバーでバンドとして成り立つの？無理でしょ」と半信半疑だったし、もちろんバンドメンバーも全員不安はあった。でもいざツアーが始まってみれば各方面から絶賛の嵐だった。中には何度も観に来たのもいるくらい」「（バンドメンバー全員が）所謂サポートという枠に収まらず、全員が全員前に出て好き勝手やるようなメンバーにもかかわらず、「あのメンバーを従えて場を制している布袋の存在感はただ者ではない」と異口同音に絶賛していた」とのことである。
布袋自身も「（今回のメンバーでツアーを行うことに）不安がなかったと言えば嘘になる。でも結果的に全員が持ち味を100パーセント出してくれたし、自分がそれを引き出せたという自負もある。逆にこんなに上手くいくとは思っていなかったという部分もあった。前回のようないわゆる「布袋印」と言えるツアーの後というところも含めてすごく勇気がいる冒険だったけど、これを演って本当に良かったと思う。もし同じメンバーでまた次があるとしたら、その時は『HOTEI and The WANDERERS』じゃなくてもう『WANDERERS』名義で出ても良いくらい」とツアーへの満足感を語っている。
ツアー中は公式サイト内にツアー特設サイトが作られ、ブログは布袋以外のバンドメンバーも更新を行っていた。
本ツアーの模様は、2008年1月27日の川口リリア メインホール公演を収めたライヴDVD『HOTEI and The WANDERERS FUNKY PUNKY TOUR 2007-2008』(2008年)としてリリースされた。DVDにはライブの模様と布袋へのインタビューの他に、バンドメンバー全員のインタビューも収録されている。

## 収録曲
| 全作曲・編曲: 布袋寅泰。 |                        |           |            |      |
| #                        | タイトル               | 作詞      | 作曲・編曲 | 時間 |
| 1.                       | 「SPARKLING GUITAR」   |           | 布袋寅泰   | 1:15 |
| 2.                       | 「PEEK-A-BOO」         | 布袋寅泰  | 布袋寅泰   | 4:29 |
| 3.                       | 「日々是上々」         | 岩里祐穂  | 布袋寅泰   | 3:05 |
| 4.                       | 「ブラックカメレオン」 | 布袋寅泰  | 布袋寅泰   | 4:20 |
| 5.                       | 「YESTERDAY NO MORE」  |           | 布袋寅泰   | 2:40 |
| 6.                       | 「WANDERERS」          | 布袋寅泰  | 布袋寅泰   | 3:57 |
| 7.                       | 「レプリカント」       | 岩里祐穂  | 布袋寅泰   | 5:34 |
| 8.                       | 「FOREST CHANT」       |           | 布袋寅泰   | 3:02 |
| 9.                       | 「NIGHTMARES」         | 布袋寅泰  | 布袋寅泰   | 5:27 |
| 10.                      | 「MINIMAL BEATY」      | 岩里祐穂  | 布袋寅泰   | 4:38 |
| 11.                      | 「XXX KISS XXX」       | 布袋寅泰  | 布袋寅泰   | 5:13 |
| 12.                      | 「FUNKY PUNKY」        |           | 布袋寅泰   | 1:53 |
| 13.                      | 「人生はパーティーだ」 | 布袋寅泰  | 布袋寅泰   | 4:41 |
| 14.                      | 「幸せな日々」         | 布袋寅泰  | 布袋寅泰   | 5:16 |
| 15.                      | 「夢中遊泳」           |           | 布袋寅泰   | 4:28 |
| 16.                      | 「狂った時計」         |           | 布袋寅泰   | 2:54 |
| 合計時間:                | 合計時間:              | 合計時間: | 62:55      |      |

### 楽曲解説
1. SPARKLING GUITAR
2. PEEK-A-BOO
セッションでのテーマはバウ・ワウ・ワウ。セッション後もアレンジを繰り返した末に完成した。[1]
イントロのファズ風なリフは、ギターではなく6弦ベースで演奏されたもの。[1]
3. 日々是上々
当初はアコースティック・ギターが入っておらず、試しにセッション音源に乗せてみたところ全く違う方向に発展していったという。[1]
詞は「聴いた後に不安が残るものを」「意味不明なものを」というオーダーで書いてもらったと布袋は語っている。[1]
4. ブラックカメレオン
セッションでのテーマはジェームス・ブラウン。[1]
イントロのギターソロはセッション時のものをそのまま使用している。音源をアレンジしていきカメレオンのようにカラフルな楽曲になった結果、このタイトルになったとのこと。[1]
5. YESTERDAY NO MORE
タイトルはセッション音源を妻の今井美樹と聴いていた際の会話から生まれたものである。[1]
6. WANDERERS
PVが存在し、このアルバムのツアーメンバーである中村達也・Ju-ken・TAKUYA・森岡賢・スティーヴ・エトウが参加している。
7. レプリカント
セッションでのテーマはビートルズの『タックスマン』。[1]
森岡賢がセッション中にいきなり弾き出したフレーズをそのまま採用している。[1]
8. FOREST CHANT
2006年12月24日に上海で公演された上海歌劇団の前衛舞踏『MODERN DANCE 現代舞 BREATHE THE CITY"城市呼吸"』の為に書き下ろされた舞台音楽より起用。[1]
9. NIGHTMARES
英詞。
10. MINIMAL BEAUTY
インタビューで「これまでにない素直で気負いのない唄い方をしている」と評され、「レコーディング・エンジニアが初めての人だったことやいつもと違う種類のマイクを使ったことが影響したのかもしれない」と返している。[1]
11. XXX KISS XXX
12. FUNKY PUNKY
当アルバムのツアーは、この「FUNKY PUNKY」がツアータイトルとなっている。
ツアーでは1曲目に演奏された。公演ごとにアレンジが繰り返され、ツアー終盤ではオリジナルから大きく変貌を遂げている。
13. 人生はパーティーだ
セッションでのテーマはスライ&ザ・ファミリー・ストーン。
ガヤはRIP SLYMEのFUMIYAによるもの。[1]
本作のツアーでは演奏されなかったが、『HOTEI 2010 / ROCK A GO! GO! TOUR』にて披露されている。
14. 幸せな日々
最後のセッションにて作られた楽曲。あとからボーカルとコーラス、エレクトロニカ系のノイズを足した以外はセッションの音源をそのまま使用している。[1]
詞は「どこかネガティブな心情にある現代の中で幸福な日々を送っている」という矛盾した現実を、肯定も否定もせず客観的な視点で書いたとのこと。[1]
アウトロはフェードアウトで終了するが、ツアーでは徐々にアレンジされ、ツアー終盤ではロングギターソロの後にカットアウトで終了する形へと大きく変貌を遂げた。
15. 夢中遊泳
2006年12月24日に上海で公演された上海歌劇団の前衛舞踏『MODERN DANCE 現代舞 BREATHE THE CITY"城市呼吸"』の為に書き下ろされた舞台音楽より起用。[1]
16. 狂った時計
2006年12月24日に上海で公演された上海歌劇団の前衛舞踏『MODERN DANCE 現代舞 BREATHE THE CITY"城市呼吸"』の為に書き下ろされた舞台音楽楽曲より起用。[1]
布袋曰く「気持ち悪い楽曲だったんで最後にしか入れられなかった」とのこと。[1]。

## 参加ミュージシャン
- 布袋寅泰 - ギター、ボーカル、ベース (#2,4,6,7,12,13)、キーボード (#8,15,16)
- 中村達也 - ドラムス (#2～7,12,24)
- 森岡賢 - キーボード (#2,6,7,9～12,14)
- スティーヴ・エトウ - パーカッション (#2～7,12～14)
- TOKIE - ベース (#3)
- ナスノミツル - ベース (#14)
- 今剛 - スティール・ギター (#10,14)
- 坂本昌之 - キーボード (#3,4)
- オオエタツヤ(CAPTAIN FUNK,OE) - プログラミング (#5,9～11)
- 岸利至（abingdon boys school） - プログラミング (#2,3,6,8,11,13～16)
- 木本靖夫 - プログラミング (#8,10,13,15)
- ヤマサキテツヤ - プログラミング (#4,7,12)
- EBONY - コーラス (#2,3,6,9,11～13)
- TIFFANY - コーラス (#2,3,6,9,11～13)